# Polymesoda exquisita
Polymesoda exquisita is een tweekleppigensoort uit de familie van de Cyrenidae. De wetenschappelijke naam van de soort is voor het eerst geldig gepubliceerd in 1867 door Prime.